# Plaisance, Gers
Plaisance este o comună în departamentul Gers din sudul Franței. În 2009 avea o populație de 1.465 de locuitori.

## Evoluția populației
| An        | 1975  | 1982  | 1990  | 1999  | 2006  | 2009  |
| --------- | ----- | ----- | ----- | ----- | ----- | ----- |
| Populație | 1.576 | 1.575 | 1.657 | 1.479 | 1.468 | 1.465 |